# Hrabstwo Bradley (Arkansas)

Piramida wieku hrabstwa

Hrabstwo Bradley (ang. Bradley County) – hrabstwo w stanie Arkansas w Stanach Zjednoczonych.
Obszar całkowity hrabstwa obejmuje powierzchnię 654,38 mil² (1 695 km²). Według danych z 2010 r. hrabstwo miało 11 508 mieszkańców. Hrabstwo powstało 18 grudnia 1840. Należy do nielicznych hrabstw w Stanach Zjednoczonych będącymi tzw. dry county, czyli hrabstw gdzie decyzją lokalnych władz obowiązuje całkowita prohibicja.

## Główne drogi
- U.S. Highway 278
- U.S. Highway 63
- Highway 8
- Highway 160

## Sąsiednie hrabstwa
- Hrabstwo Cleveland (północ)
- Hrabstwo Drew (wschód)
- Hrabstwo Ashley (południowy wschód)
- Hrabstwo Union (południowy zachód)
- Hrabstwo Calhoun (zachód)

## Miasta
- Banks
- Hermitage
- Warren